# Буря (фільм, 1928, УРСР)
«Буря» (інші назви «Маяк на Чорному морі», «Історія однієї ночі») — український радянський втрачений фільм-драма режисера Павла Долини за сценарієм Наталії Біязі. Виробництво ВУФКУ.

## Історія
Прем'єра стрічки відбулася 28 вересня 1928 року в Києві, 12 лютого 1929 року в Москві.

### Знімальна група
- Оператор: Йосип Гудима
- Художник-постановник: Василь Кричевський

### У ролях
- Іван Замичковський — Петрович, доглядач маяка
- Юлія Солнцева — Катя, його дочка
- Юрій Шумський — Силін, портовий сторож
- С. Клименко —Сергій, молодий матрос
- Осип Мерлатті — генерал
- К. Келєйников — ад'ютант
- Микола Пальников —полковник
- В. Спешинський — капітан пароплаву
- Б. Шелестов — лейтенант
- Родіон Єфименко — боцман
- І. Сизов — Федорчук, вістовий генерала
- П. Костенко — механік
- Б. Чернов — Петро, матрос
- М. Михайлов — метеоролог
- Володимир Уральський — швець
- Арсеній Куц, Олександр Сашин — солдати[1]

## Сюжет
В одному з чорноморських портів, захоплених білогвардійцями, очікується прибуття важливого вантажу — англійської зброї та спорядження для білої армії. Вантаж має бути доставленим до місця призначення будь-що — тому білі наказують доглядачеві маяка Петровичу пильнувати неушкодженність маяка. Дочка Петровича, Катя, сповіщає більшовицьку підпільну організацію про прибуття іноземного військового транспорту. Один з підпільників з великими труднощами умовляє Петровича згасити маяк. Транспорт з англійською зброєю для білої армії гине…